# Nicolás María Serrano
Nicolás María Serrano Díez (Villarramiel, 10 de septiembre de 1841-Madrid, 22 de enero de 1899) fue un abogado y escritor español, catedrático de la Universidad de La Habana y diputado a Cortes por el distrito cubano de Jaruco. Fueron hermanos suyos Apolinar Serrano, obispo de La Habana, y Melchor Serrano Díez, canónigo de Valladolid y misionero apostólico.

## Biografía
Nicolás María nace el 10 de septiembre de 1841 en la localidad palentina de Villarramiel, hijo de Nicolás Serrano Herrero y Matilde Díez García. Es el sexto de nueve hermanos en una familia acomodada y profundamente religiosa.
Cursa estudios en la Valladolid donde obtiene el título de bachiller en 1857. Ese mismo año se matricula en la Universidad Central (Madrid), pero aduce motivos de salud trasladarse a Salamanca donde se licencia en derecho en la sección civil y canónico en 1865. Vuelve a Madrid para doctorarse en Derecho en la Universidad Central en 1866 y en la que da clases como profesor auxiliar. Empieza además a ejercer la abogacía en esa misma ciudad hasta abandonar definitivamente el Colegio de Abogados en 1880.
En 1869 se casa con Antonia Rodríguez Ortiz, madrileña e hija del procurador Andrés Rodríguez Vélez. Aunque será un matrimonio breve, pues ella fallecerá en 1878, tendrán al menos cuatro hijos de los que sólo tres le sobrevivirán, Pedro, Rosario y Teresa.
En las elecciones de 1869 se presenta como candidato carlista por Palencia, sin lograr el escaño. Parece que este fracaso le hace abandonar la política, y centrarse en las publicaciones de carácter religioso y enciclopédico. Entre las primeras destaca en 1869 El Dios de Suñer y Capdevila, con la que impugna el folleto ateo de Francisco Suñer Capdevila. De las segundas destaca en 1874 su Historia universal en 6 volúmenes, el Diccionario universal de la lengua castellana, ciencias y artes de 16 volúmenes o un Tratado completo de agricultura moderna en 1875. Fue director además La Correspondencia Universal en 1870 y La Propaganda Católica.
El 18 de enero de 1876 se nombra a su hermano Apolinar Serrano como Obispo de La Habana, cargo en el que permanece tan solo 6 meses, hasta el 15 de junio de 1876 cuando fallece de vómito negro. Seguramente la estrecha relación que tendrá con la Gran Antilla tiene su origen en este hecho.
Es designado habilitado del clero de Madrid al menos desde 1877. En agosto de ese año comienzan las dudas sobre su gestión cuando se denuncia que el clero no ha cobrado el mes anterior porque Nicolás María “se ha ido de baños”. Para agosto Nicolás María funda en Nueva York un diario de cuatro páginas titulado La Paz de Cuba, con dirección en Brodway 29, y otro llamado El Criterio de la Nación.
A principios de 1879 prensa española se saca de nuevo a la luz el caso los impagos del clero de Madrid, que lleva varios meses sin cobrar, y acusan directamente a Nicolás María de haber dejando un importante descubierto. Estas acusaciones deben ser, sin embargo, exageradas o al menos subsanadas, ya que para 1880 se ha instalado en Cuba, donde trabaja en la Universidad de La Habana de la que consigue ser catedrático de Historia de la Iglesia, Concilios y Colecciones en 1883. Otro indicio que desacredita las acusaciones es que en 1885, tan solo seis años después de los hechos, se le conceden honores de jefe de Administración Civil y es propuesto para la Gran Cruz de Isabel la Católica, sin que finalmente se la concedan.
En Cuba reanuda con más éxito su carrera política. Escribe Situación económica de la isla de Cuba al advenimiento del ministerio Cánovas en enero de 1884, en la que defiende la necesidad de hacer reformas profundas.
En los siguientes años será concejal en el Ayuntamiento de La Habana, hasta participar en 1891 en las elecciones al congreso, presentándose al distrito de Jaruco por el Partido de la Unión Constitucional. Obtiene 100 votos frente a los 80 del segundo candidato.
Vuelve a presentarse en las siguientes selecciones, celebradas el 5 de marzo de 1893. De un total de 812 electores, obtiene 357 votos. En octubre de 1893, el conde de Mortera se separa del Partido de la Unión Constitucional y crea el Partido Reformista con el objetivo de apoyar las reformas del ministro de Ultramar, Antonio Maura. Nicolás María, conservador pero favorable a estas reformas, se une al nuevo partido en enero de 1894.
No renueva el escaño en las elecciones de abril de 1896 y tendrá que esperar a las siguientes de marzo de 1898 para volver al congreso en las que, al ser el único candidato, obtiene el 100 % de los votos.
En septiembre de 1898, mientras se recupera en el balneario de Trillo, presenta su renuncia al cargo de diputado, el primero de los diputados cubanos en hacerlo cuando finaliza la guerra hispano-estadounidense.
Delicado de salud fallece en Madrid el 22 de enero de 1899 de una bronconeumonía crónica. Es enterrado en el cementerio de San Justo.
Según Gonzalo Díaz Díaz formó junto con Juan Manuel Ortí y Lara, Cándido Nocedal y otros parte del movimiento de renovación católica denominado “escuela teológica” por los krausistas. A él se debería según Juan José Gil Cremades “el primer intento autónomo de crear una filosofía jurídica con base católica” desde posiciones muy próximas a Taparelli.

## Obras
- Suplemento a la civilización cristiana Madrid, 1868.

Informe sobre algunos medios que pudieron adoptarse para remediar en lo posible la aflictiva situación de los habitantes de la provincia de Palencia.
- El Dios de Suñer y Capdevila, Madrid, 1869.
- La Religión o el ídolo del racionalismo Madrid, 1870.

Breves consideraciones filosóficas sobre el catolicismo y la falsa religión naturalista.
- Elementos de Filosofía del Derecho, Madrid, 1872.
- Historia Universal, Madrid, 1874. Seis tomos en folio de más de mil páginas cada uno.
- Catecismo de la doctrina cristiana, del P. Ripalda, publicado por don Nicolás Maria Serrano, Madrid, 1875.
- Anales de la Guerra Civil, Madrid, 1875. En colaboración con Melchor Pardo.
- Diccionario universal de la Lengua Castellana, Ciencias y Artes. Enciclopedia de los conocimientos humanos, Madrid, 1875.
- Historia de Nuestra Señora de Lourdes, Madrid.
- Tratado completo de agricultura moderna, Madrid, 1875. Colaboración con don Gumersindo Vicuña.
- Concepto de la Patria, La Habana, 1886. Discurso inaugural pronunciado en la solemne apertura del curso académico de 1886-87 en la Universidad de La Habana
- Memoria obre el estado social, político y económico de la isla de Cuba, Madrid, 1892.
- María, oda publicada en "La Propaganda Católica", tomo 111, Pág.
- A la memoria del Exmo. Sr. D. Miguel García Cuesta , poesía en La Propaganda Católica", tomo V, Pág. 218.